# Gaslicht (Heftreihe)
Der Gaslicht-Heftroman ist eine wöchentlich erscheinende Reihe, die zuerst seit 1971 bis 1996 bei Pabel-Moewig erschien. Danach ging sie unmittelbar auf den Kelter Verlag über, der die Reihe mit überwiegend neuen Autoren und einem anderen Design mit Heft 1 neu startete.

## Auflagen und Erscheinungsformen
Von der Pabel-Moewig-Reihe gab es neben der Normalreihe (Erstauflage) u. a. die Auflagen Krönung und Auslese. Nach der Einstellung der Erstauflage erschienen noch einige Romane im Taschenheftformat, wobei mit der Nummerierung erneut bei 1 begonnen wurde und bis März 2020 über 1050 Nummern erschienen sind. Von der Kelter-Reihe gibt es bis heute die normale Heftserie. Ab Jahresbeginn 2007 gab es eine vierzehntäglich erscheinende Auskopplung in der Form des als gediegener geltenden Taschenheft-Formats mit Hochglanzcover. Die Taschenheft-Ausgabe wurde 2008 mit Band 58 wieder eingestellt.

## Literarische Abkunft und Inspirationsquellen
Deutliches Vorbild – nicht nur inhaltlich, sondern gerade auch dem Namen nach – waren und sind für die Gaslicht-Romane die berühmten Gaslicht-Filme Gaslicht (1940) und Das Haus der Lady Alquist (mit Ingrid Bergman, Charles Boyer und Angela Lansbury) sowie Rebecca von Alfred Hitchcock. In den ersten beiden genannten Filmen spielen tatsächlich die Gaslichter an den Wänden eine gewichtige Rolle – wenn sie flackern oder ausgehen, hat der Täter die Hand im Spiel.
Inhaltlich folgt die Gaslicht-Reihe der ebenfalls von den Filmen inspirierten Buchreihe des Heyne Verlags Romantic-Thriller. Während allerdings im Romantic-Thriller ausschließlich renommierte, international bekannte Autoren veröffentlicht wurden (z. B. Virginia Coffman, Robert Bloch, Alexandra Cordes usw.), wurde in der Gaslicht-Reihe bei Pabel-Moewig das Feld neben einigen Übersetzungen britischer und amerikanischer Autoren (vor allem noch zu Beginn der Serie als Set-Roman) den bekannten einheimischen Serien-Schriftstellern wie A.F. Morland usw. überlassen.

## Inhalte
Die Inhalte der Romane sind wie auch beim Romantic-Thriller in düsteren Moorlandschaften, Mondnächten, in Schlössern, auf verwunschenen Plätzen oder einsamen Inseln angesiedelt. Fast immer ist die Hauptperson eine Frau, die gegen widrige, düstere, gefahrvolle, unheimliche und/oder kriminelle Umstände um die Liebe ihres Lebens kämpfen muss; oft ist damit auch noch der Kampf um ein rechtmäßiges Erbe verbunden. Nicht immer, aber in den allermeisten Fällen siegt am Ende die Heldin und mit ihr das, was für sie das Happy End markiert.
Mitunter, besonders häufig in den neueren Romanen aus dem Kelter Verlag, sind es auch übersinnliche Kräfte oder Mächte, die das Leben der Heldin beschweren. Die Inhalte haben insofern von eher kriminalistischem Hintergrund (zu klärende Problematik) zu einem Hintergrund mit metaphysischer Weltauffassung (nicht eindeutig auflösbare Problematik) gewechselt.

## Subserien
Es gibt innerhalb der Reihe mehrere Subserien. Eine davon ist die kurzzeitig auch als eigene Serie ausgekoppelte Das magische Amulett.
Eine andere Subserie ist die innerhalb der Serie selbst eigenständig laufende Folge von Romanen um die übersinnlich begabte Reporterin Patricia Vanhelsing und ihre an metaphysischen Ereignissen interessierte Tante Elizabeth. Die Serie (Autor Sidney Gardner) läuft ohne eigene Kennzeichnung innerhalb der übergeordneten Reihe. Zudem erschienen die ersten zwei Romane aus der Serie Dark Shadows, die mehrfach verfilmt wurde. Der Roman Der Witwenhügel schildert die Ankunft Victoria Winters auf dem Anwesen Collinwood, Barnabas Collins selbst hat seinen ersten Auftritt in Band 213 (Das Blutfest auf den Klippen) der Reihe Vampir-Horror-Roman des Pabel Verlags.

## Titelbilder
Für die Titelbilder der Kelter-Hefte zeichnen zumeist Erneste J. Spoerr und ein vom Verlag nur als „Hauptmann, Dresden“ genannter Künstler verantwortlich.